# 6333 Helenejacq
6333 Helenejacq (1992 LG) là một tiểu hành tinh vành đai chính được phát hiện ngày 3 tháng 6 năm 1992 bởi Leonard, G. J. ở Palomar.